# Лаферьер, Дани
Дани Лаферьер (собственно — Виндзор Клебер Лаферьер, фр. Dany Laferrière, Windsor Klébert Laferrière, род. 13 апреля 1953, Порт-о-Пренс) — гаитянский писатель и поэт, журналист, режиссёр, сценарист, живёт в Квебеке, пишет на французском языке.

## Биография
Сын мэра Порт-о-Пренс. Когда отец в 1957 эмигрировал от режима Дювалье, мать отправила сына в город Пёти-Гоав, где он вырос у бабушки. В 11 лет вернулся в столицу. Окончил университет, работал в газетах и на радио. В 1976, после убийства его друга-журналиста тонтон-макутами, эмигрировал в Канаду. Поселился в Монреале. Работал на заводе, сменил несколько мест, в 1985 опубликовал первый роман, имевший большой успех, после чего занимался журналистикой на телевидении, продолжая писать прозу. В 1990—2002 вместе с семьёй жил в Майами, потом вернулся в Монреаль, где работал на радио и телевидении.
На квебекских выборах 2008 и 2012 годов поддержал левую партию Солидарный Квебек.
В 2016 году был избран в состав Французской академии, став таким образом первым канадским, первым гаитянским и вторым (после Леопольда Сенгора) темнокожим её членом.

## Произведения

### Автобиографические сочинения
- Как заниматься любовью с негром, не выбиваясь из сил/ Comment faire l’amour avec un nègre sans se fatiguer, Montréal, VLB Éditeur, 1985 (экранизирован в 1989, номинация на премию Джини за лучший сценарий)
- Эросима/ Éroshima, Montréal, VLB Éditeur, 1987.
- Запах кофе/ L’Odeur du café, Montréal, VLB Éditeur, 1991 (премия Carbet de la Caraibe; переизд. Grasset, 2012)
- Вкус молодых девушек/ Le goût des jeunes filles, Montréal, VLB Éditeur, 1992 (квебекская премия Edgar-Lespérance; новая редакция — 2004, экранизация 2004)
- Cette grenade dans la main du jeune Nègre est-elle une arme ou un fruit?, Montréal, VLB Éditeur, 1993 (новая редакция — 2002)
- Chronique de la dérive douce, Montréal, VLB Éditeur, 1994
- Pays sans chapeau, Outremont, Lanctôt Éditeur, 1996 (переизд. — Montréal, Boréal «Compact», 2006)
- La Chair du maître, Outremont, Lanctôt Éditeur, 1997 (три новеллы из книги экранизированы Лораном Канте в фильме К югу с Шарлоттой Ремплинг)
- Le Charme des après-midi sans fin, Outremont, Lanctôt Éditeur, 1997 (переизд. — Montréal, Boréal «Compact», 2010)
- Le Cri des oiseaux fous, Outremont, Lanctôt Éditeur, 2000 (переизд. Montréal, Boréal «Compact», 2010)
- Vers le sud, Montréal, Boréal, 2006 (шорт-лист премии Ренодо)

### Другие сочинения
- Je suis fatigué, Outremont, Lanctôt Éditeur, 2001 (новая редакция — 2005)
- Les années 1980 dans ma vieille Ford, Montréal, Mémoire d’encrier, 2005
- Je suis fou de Vava, Montréal, Éditions de la Bagnole, 2006
- La fête des morts, Éditions de la Bagnole, 2008
- Je suis un écrivain japonais, Montréal, Boréal, 2008 (переизд. Boréal «Compact», 2009)
- Загадка возвращения/ L'Énigme du retour, Montréal, Boréal, 2009 (переизд. Boréal «Compact», 2010; Paris, Grasset, 2009; премия Медичи; Большая книжная премия Монреаля; Премия книготорговцев Квебека; шорт-лист Литературной премии студенчества)
- Всё крутится вокруг меня/ Tout bouge autour de moi, Montréal, Mémoire d’encrier, 2010 (переизд.- Paris, Grasset, 2011)
- Почти забытое искусство праздности/ L’Art presque perdu de ne rien faire, Montréal, Boréal, 2011.
- Дневник писателя в пижаме/ Journal d’un écrivain en pyjama, Montréal, Mémoire d’encrier, 2013

## Признание
Большая международная премия Metropolis bleu (Монреаль, 2010). Почётный доктор Университета Квебека в Римуски (2010). О писателе снят документальный фильм Педро Руиса (2009, ). Проза Лаферьера переведена на английский, испанский, голландский, польский, чешский, словенский и др. языки.